# II liga polska w piłce nożnej (1994/1995)
II liga 1994/1995 – 47. edycja rozgrywek drugiego poziomu ligowego piłki nożnej mężczyzn w Polsce. Wzięło w nich udział 36 drużyn, grając w dwóch grupach systemem kołowym. Sezon ligowy rozpoczął się w lipcu 1994, ostatnie mecze rozegrano w czerwcu 1995.

## Drużyny

### Grupa zachodnia
| Uczestnicy poprzedniej edycji | Uczestnicy poprzedniej edycji |
| ----------------------------- | ----------------------------- |
| Miedź Legnica                 | 3                             |
| Ślęza Wrocław                 | 4                             |
| Śląsk Wrocław                 | 5                             |
| Stilon Gorzów Wielkopolski    | 6                             |
| Naprzód Rydułtowy             | 7                             |
| Chrobry Głogów                | 8                             |
| Lechia Dzierżoniów            | 9                             |

| Bałtyk Gdynia             | 10 |
| Polonia Bytom             | 11 |
| Arka Gdynia               | 12 |
| Odra Wodzisław Śląski     | 13 |
| Lechia Gdańsk             | 14 |
| Spadek z I ligi 1993/1994 |    |
| Wisła Kraków              | 15 |
| Zawisza Bydgoszcz         | 18 |

| grupa katowicka   |   |
| Papiernik Myszków | 1 |
| grupa łódzka      |   |
| Górnik Konin      | 1 |
| grupa poznańska   |   |
| Amica Wronki      | 1 |
| grupa wrocławska  |   |
| Pogoń Oleśnica    | 1 |

### Grupa wschodnia
| Uczestnicy poprzedniej edycji | Uczestnicy poprzedniej edycji |
| ----------------------------- | ----------------------------- |
| GKS Bełchatów                 | 3                             |
| Radomiak Radom                | 4                             |
| Motor Lublin                  | 5                             |
| Błękitni Kielce               | 6                             |
| Szombierki Bytom              | 7                             |
| Wisłoka Dębica                | 8                             |
| Hetman Zamość                 | 9                             |

| Jagiellonia Białystok     | 10 |
| Hutnik Warszawa           | 11 |
| Avia Świdnik              | 12 |
| Karpaty Krosno            | 13 |
| Okocimski KS Brzesko      | 14 |
| Spadek z I ligi 1993/1994 |    |
| Polonia Warszawa          | 16 |
| Siarka Tarnobrzeg         | 17 |

| grupa gdańska     |   |
| Pomezania Malbork | 1 |
| grupa krakowska   |   |
| Unia Tarnów       | 1 |
| grupa lubelska    |   |
| KS Lublinianka    | 1 |
| grupa warszawska  |   |
| FC Piaseczno      | 1 |

## Grupa zachodnia
Mistrzowie i wicemistrzowie obu grup uzyskali awans do I ligi, do III ligi spadły zespoły z miejsc 15–18.

### Tabela
| Lp. | Drużyna                    | M  | Z  | R  | P  | Bramki | Bramki | Różn. | Pkt | Uwagi                       | Bezpośrednio                |
| --- | -------------------------- | -- | -- | -- | -- | ------ | ------ | ----- | --- | --------------------------- | --------------------------- |
| 1   | Śląsk Wrocław (M) (A)      | 34 | 20 | 10 | 4  | 70     | 21     | +49   | 50  | Awans do I ligi             | ŚLĄ – AMI 3:1 AMI – ŚLĄ 0:0 |
| 2   | Amica Wronki (A)           | 34 | 20 | 10 | 4  | 53     | 16     | +37   | 50  | Awans do I ligi             | ŚLĄ – AMI 3:1 AMI – ŚLĄ 0:0 |
| 3   | Wisła Kraków               | 34 | 18 | 11 | 5  | 65     | 34     | +31   | 47  | Przeniesiona do grupy II    |                             |
| 4   | Zawisza Bydgoszcz          | 34 | 17 | 9  | 8  | 48     | 30     | +18   | 43  |                             |                             |
| 5   | Naprzód Rydułtowy          | 34 | 15 | 11 | 8  | 47     | 37     | +10   | 41  |                             |                             |
| 6   | Polonia Bytom              | 34 | 15 | 9  | 10 | 47     | 35     | +12   | 39  |                             |                             |
| 7   | Krisbut Myszków            | 34 | 13 | 12 | 9  | 39     | 27     | +12   | 38  |                             |                             |
| 8   | Miedź Legnica              | 34 | 11 | 12 | 11 | 26     | 28     | −2    | 34  |                             |                             |
| 9   | Ślęza Wrocław              | 34 | 11 | 10 | 13 | 42     | 42     | 0     | 32  | ŚLĘ – GÓR 4:0 GÓR – ŚLĘ 3:2 |                             |
| 10  | Górnik Konin               | 34 | 8  | 16 | 10 | 26     | 42     | −16   | 32  | ŚLĘ – GÓR 4:0 GÓR – ŚLĘ 3:2 |                             |
| 11  | Odra Wodzisław Śląski      | 34 | 12 | 7  | 15 | 38     | 39     | −1    | 31  |                             |                             |
| 12  | Chrobry Głogów             | 34 | 8  | 14 | 12 | 31     | 39     | −8    | 30  | CHR – STI 2:1 STI – CHR 2:1 |                             |
| 13  | Stilon Gorzów Wielkopolski | 34 | 9  | 12 | 13 | 27     | 38     | −11   | 30  | CHR – STI 2:1 STI – CHR 2:1 |                             |
| 14  | Bałtyk Gdynia              | 34 | 8  | 12 | 14 | 39     | 55     | −16   | 28  |                             |                             |
| 15  | Lechia Gdańsk1 (S)         | 34 | 9  | 7  | 18 | 28     | 46     | −18   | 25  | Drużyna rozwiązana          |                             |
| 16  | Lechia Dzierżoniów (S)     | 34 | 8  | 8  | 18 | 38     | 52     | −14   | 24  | Spadek do III ligi          | LEC – ARK 1:1 ARK – LEC 1:2 |
| 17  | Arka Gdynia (S)            | 34 | 7  | 10 | 17 | 20     | 52     | −32   | 24  | Spadek do III ligi          | LEC – ARK 1:1 ARK – LEC 1:2 |
| 18  | Pogoń Oleśnica (S)         | 34 | 5  | 4  | 25 | 17     | 68     | −51   | 14  | Spadek do III ligi          |                             |

- Naprzód 23 Rydułtowy to ówczesna nazwa klubu.

### Najlepsi Strzelcy
| Gole | Strzelcy            | Drużyny             |
| ---- | ------------------- | ------------------- |
| 21   | Józef Kostek        | Śląsk Wrocław       |
| 21   | Paweł Kryszałowicz  | Zawisza 14/ Amica 7 |
| 15   | Grzegorz Kaliciak   | Wisła Kraków        |
| 14   | Jarosław Góra       | Śląsk Wrocław       |
| 14   | Grzegorz Szeliga    | Wisła Kraków        |
| 13   | Piotr Gierczak      | Polonia Bytom       |
| 12   | Artur Bugaj         | Amica Wronki        |
| 12   | Mariusz Mizgała     | Krisbut Myszków     |
| 12   | Tomasz Kulawik      | Wisła Kraków        |
| 11   | Janusz Kudyba       | Śląsk Wrocław       |
| 11   | Janusz Pancer       | Naprzód Rydułtowy   |
| 10   | Dariusz Skrzypczak  | Bałtyk Gdynia       |
| 10   | Dariusz Michaliszyn | Lechia Dzierżoniów  |
| 10   | Aleksandr Rodinow   | Naprzód Rydułtowy   |

Źródło

## Grupa wschodnia

### Tabela
| Lp. | Drużyna               | M  | Z  | R  | P  | Bramki | Bramki | Różn. | Pkt | Uwagi                                             | Bezpośrednio |
| --- | --------------------- | -- | -- | -- | -- | ------ | ------ | ----- | --- | ------------------------------------------------- | ------------ |
| 1   | GKS Bełchatów (M) (A) | 34 | 18 | 12 | 4  | 54     | 18     | +36   | 48  | Awans do I ligi                                   |              |
| 2   | Siarka Tarnobrzeg (A) | 34 | 17 | 13 | 4  | 47     | 20     | +27   | 47  | Awans do I ligi                                   |              |
| 3   | FC Piaseczno1 (S)     | 34 | 16 | 10 | 8  | 47     | 34     | +13   | 42  | Drużyna rozwiązana                                |              |
| 4   | Okocimski KS Brzesko  | 34 | 13 | 13 | 8  | 38     | 29     | +9    | 39  |                                                   |              |
| 5   | Motor Lublin          | 34 | 15 | 8  | 11 | 46     | 31     | +15   | 38  | MOT: 4 pkt, 3–32 UNI: 4 pkt, 3–32 POL: 4 pkt, 1–1 |              |
| 6   | Unia Tarnów           | 34 | 14 | 10 | 10 | 53     | 38     | +15   | 38  | MOT: 4 pkt, 3–32 UNI: 4 pkt, 3–32 POL: 4 pkt, 1–1 |              |
| 7   | Polonia Warszawa1     | 34 | 12 | 14 | 8  | 36     | 26     | +10   | 38  | MOT: 4 pkt, 3–32 UNI: 4 pkt, 3–32 POL: 4 pkt, 1–1 |              |
| 8   | Hetman Zamość         | 34 | 10 | 16 | 8  | 45     | 33     | +12   | 36  | HET – POM 3:0 POM – HET 3:2                       |              |
| 9   | Pomezania Malbork     | 34 | 13 | 10 | 11 | 39     | 45     | −6    | 36  | HET – POM 3:0 POM – HET 3:2                       |              |
| 10  | KS Lublinianka        | 34 | 10 | 15 | 9  | 46     | 46     | 0     | 35  |                                                   |              |
| 11  | Hutnik Warszawa       | 34 | 11 | 12 | 11 | 42     | 42     | 0     | 34  |                                                   |              |
| 12  | Jagiellonia Białystok | 34 | 10 | 13 | 11 | 41     | 39     | +2    | 33  |                                                   |              |
| 13  | Avia Świdnik          | 34 | 11 | 10 | 13 | 30     | 40     | −10   | 32  |                                                   |              |
| 14  | Szombierki Bytom      | 34 | 11 | 8  | 15 | 41     | 43     | −2    | 30  | Przeniesiona do grupy I                           |              |
| 15  | Radomiak Radom (S)    | 34 | 8  | 10 | 16 | 29     | 42     | −13   | 26  | Baraże o II ligę /spadek                          |              |
| 16  | Wisłoka Dębica (S)    | 34 | 9  | 7  | 18 | 40     | 58     | −18   | 25  | Spadek do III ligi                                |              |
| 17  | Błękitni Kielce (S)   | 34 | 6  | 9  | 19 | 24     | 69     | −45   | 21  | Spadek do III ligi                                |              |
| 18  | Karpaty Krosno (S)    | 34 | 2  | 10 | 22 | 13     | 58     | −45   | 14  | Spadek do III ligi                                |              |

### Najlepsi Strzelcy
| Gole | Strzelcy            | Drużyny              |
| ---- | ------------------- | -------------------- |
| 20   | Andrzej Białek      | Siarka Tarnobrzeg    |
| 16   | Bogusław Lizak      | Pomezania Malbork    |
| 14   | Igor Gołaszewski    | FC Piaseczno         |
| 14   | Robert Górski       | GKS Bełchatów        |
| 12   | Arkadiusz Wiereszko | Hutnik Warszawa      |
| 12   | Józef Zolech        | KS Lublinianka       |
| 11   | Jarosław Kalita     | Wisłoka Dębica       |
| 11   | Grzegorz Ropski     | Unia Tarnów          |
| 10   | Rafał Niżnik        | Okocimski KS Brzesko |
| 10   | Krzysztof Zagórski  | Siarka Tarnobrzeg    |
| 10   | Krzysztof Palej     | Unia Tarnów          |

## Baraże o II ligę
Po zakończeniu sezonu rozegrano mecz barażowy o miejsce w drugiej klasie rozgrywkowej, zwolnione w wyniku połączenia się FC Piaseczno z Polonią Warszawa. W pojedynku na stadionie Hutnika Warszawa zmierzyli się 15. drużyna grupy – Radomiak Radom – i wicemistrz grupy warszawskiej III ligi – Jeziorak Iława.
| Drużyna 1      | Wynik     | Drużyna 2      |
| -------------- | --------- | -------------- |
| Radomiak Radom | 1:5 (0:2) | Jeziorak Iława |